# Bernhard Graf von Waldersee

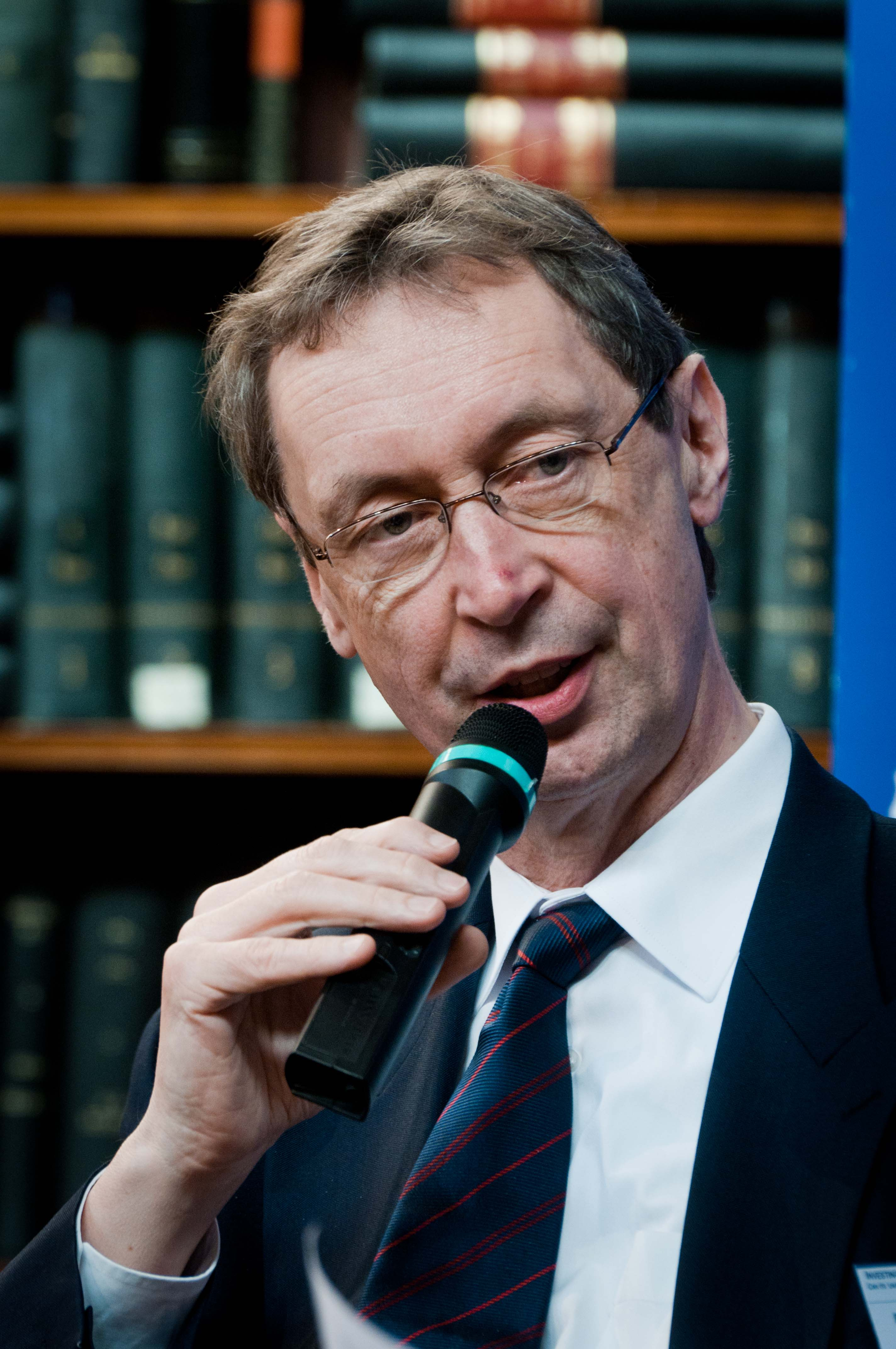
Bernhard von Waldersee (2011)

Bernhard Graf von Waldersee (* 21. April 1952 in Köln) ist ein ehemaliger deutscher Diplomat und war von 2012 bis 2017  Botschafter der Bundesrepublik Deutschland in Argentinien.

## Leben und Laufbahn
Nach dem Studium der Rechtswissenschaft in Bonn und Genf und dem zweiten juristischen Staatsexamen trat von Waldersee 1981 in den Auswärtigen Dienst der Bundesrepublik Deutschland ein. Von 1981 bis 1983 absolvierte er den Vorbereitungsdienst für den höheren Auswärtigen Dienst (Attachéausbildung) in der Aus- und Fortbildungsstätte des Auswärtigen Amts in Bonn-Ippendorf. In der Zentrale des Auswärtigen Amts war er in den Abteilungen Politik, Wirtschaft, Vereinte Nationen und Globale Fragen, im Ausland an den Botschaften Washington, Athen, Lusaka, Genf (Ständige Vertretung bei den Vereinten Nationen) und London tätig.
Nachdem er zwischen 2003 und 2007 Gesandter an der Botschaft Brasilia war, vertrat er von 2007 bis 2009 die Bundesrepublik Deutschland als Botschafter in Uruguay. Von August 2009 bis August 2012 war er im Auswärtigen Amt Beauftragter für Lateinamerika- und Karibikpolitik.
Im September 2012 wurde Bernhard Graf von Waldersee Botschafter der Bundesrepublik Deutschland in Argentinien, am 7. Juli 2017 trat er von dort aus in den Ruhestand.